# Gaál Kornélia
Gaál Kornélia (családi neve: Gál) (Kovászna, 1938. január 26. – Marosvásárhely, 2000. október 14.) erdélyi magyar munkásmozgalom-történész, muzeológus, pedagógus.

## Életpályája
1954-ben végzett Sepsiszentgyörgyön a gimnáziumban. 1958-ban diplomázott a Bolyai Tudományegyetem történelem szakán. 1958–1995 között a Marosvásárhelyi Megyei Múzeum munkatársa volt. 1968-tól a Vörös Zászló munkatársa volt. 1995-ben nyugdíjba vonult.

### Munkássága
Kutatási területe az újkori illetve a jelenkori történelem. Gyűjtötte és rendezte Bernády György tárgyi és írott emlékeit, Deák Farkas levelezését, megmentette a végleges enyészettől a Székelyföldi Iparmúzeum gyűjteményét. Kiállította a Bernády György-hagyatékot (1993), összegyűjtötte és kiállította Marosvásárhely legértékesebb és legnagyobb fényképanyagát (Marosvásárhely képekben, 1994). Magyar és román nyelvű tanulmányokat írt a marosvásárhelyi múzeumi kiadványokban. Nyugdíjazása után is részt vett a múzeum minden rendezvényén, a kiállítások előkészítésében és népszerűsítésében. Cikkeit és tanulmányait az Új Élet, A Művelődés, A Hét, Könyvtár közölte. Írásaiban a munkásmozgalom és művelődés helytörténetével, az iparosodás múltjával foglalkozott. Egyes munkásmozgalmi harcosok és hősök (Rozvány Jenő, Bernáth Andor, Fónagy János, Simó Géza) személyiségrajzával is foglalkozott.

## Művei
- Marosvásárhely a XIX. század végén és a XX. század elején (in: A Maros megyei magyarság történetéből. Marosvásárhely, 1997)
- A Székelyföldi Iparmúzeum Marosvásárhelyt (in: Marosvásárhely történetéből, 1999)